# Eigen-ji
Le Eigen-ji (永源寺, Eigen-ji?) est un temple bouddhiste zen relevant de l'école Rinzai. Fondé en 1361 par le seigneur de la province d'Ōmi Sasaki Ujiyori et le moine, poète et flûtiste Jakushitsu Genkō, celui-ci est le temple principal de la branche Rinzai Eigen-ji.

## Galerie

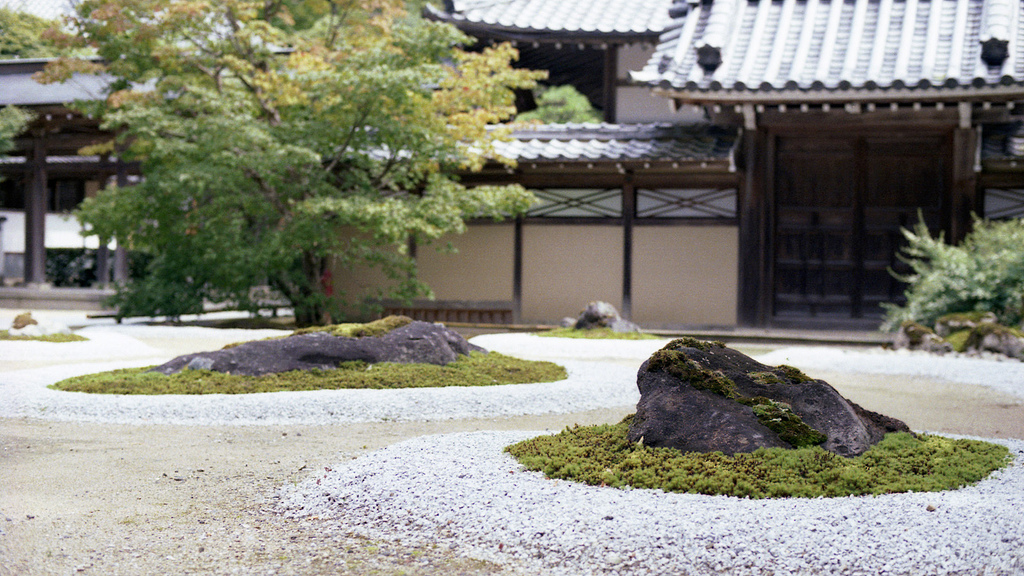
Le jardin sec.
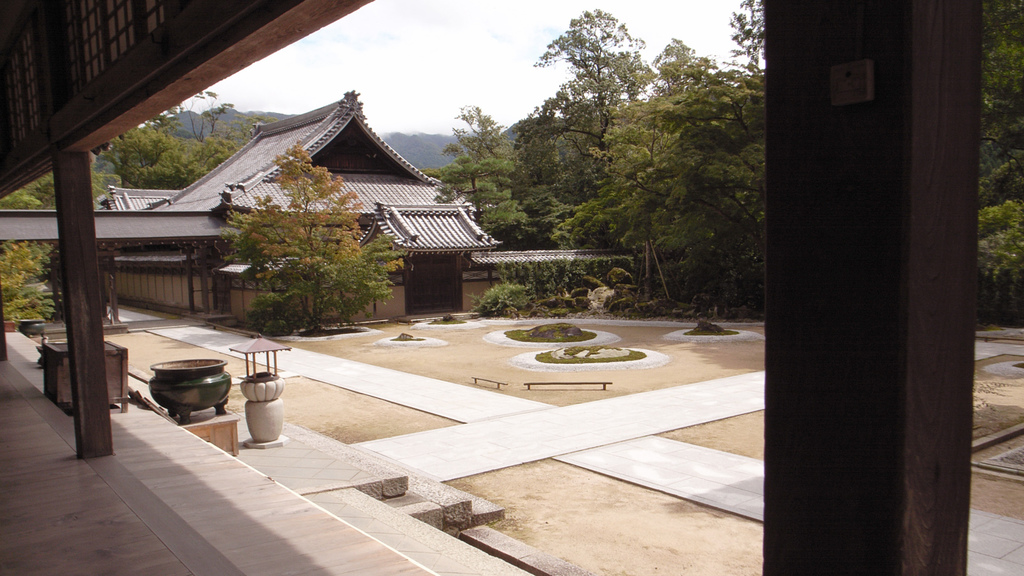
Cour antérieure devant le hon-dō (本堂) (bâtiment principal).
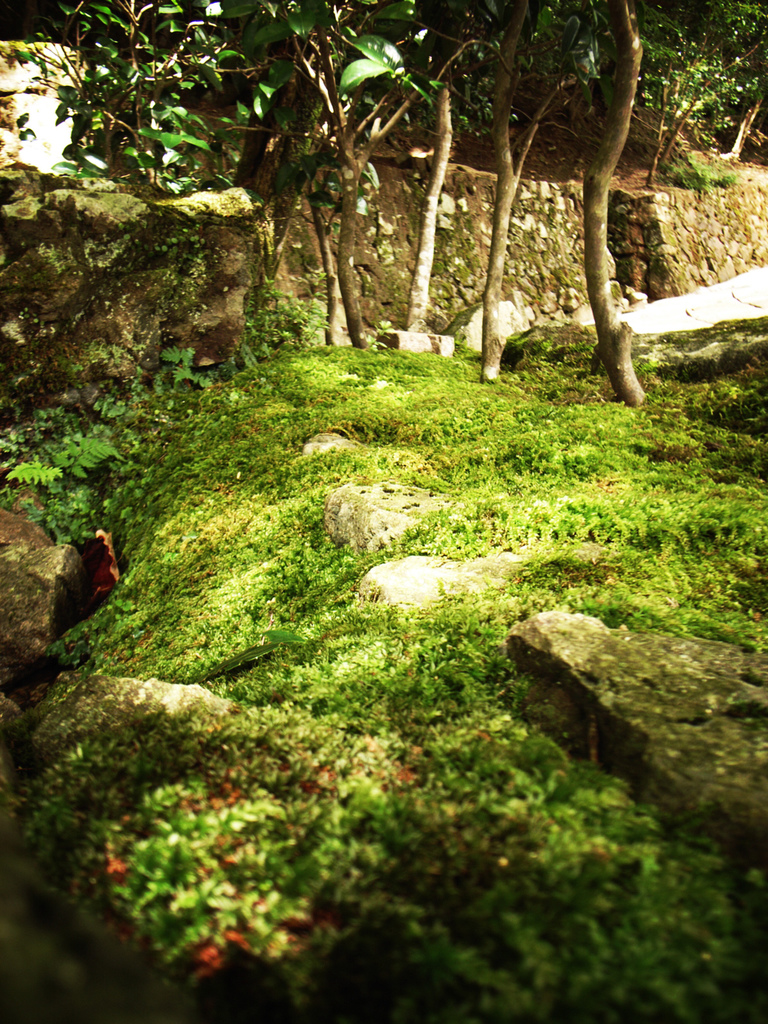
Coin de verdure à proximité du temple.
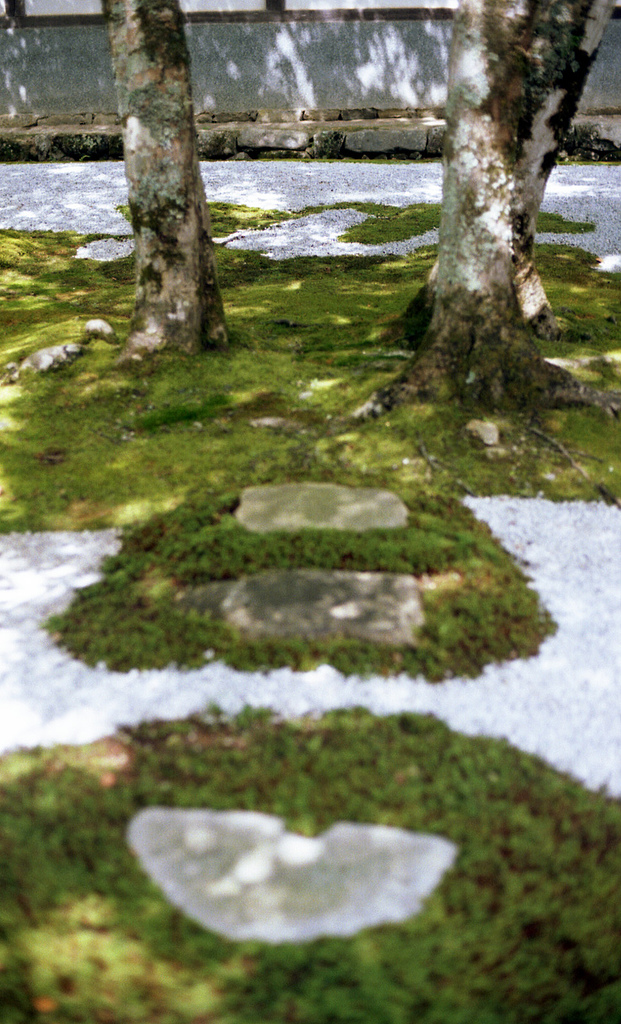
Pas japonais conduisant au temple.
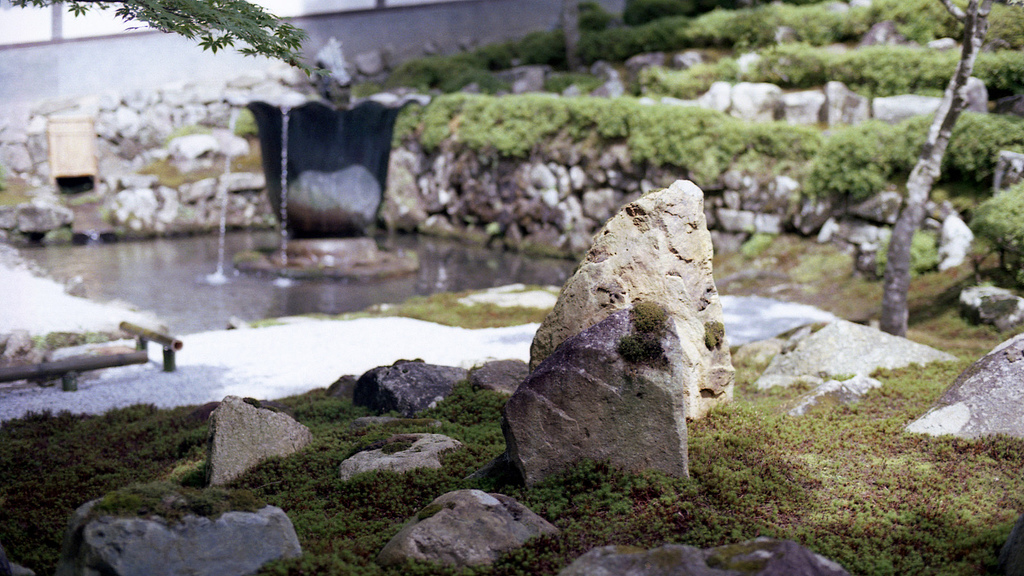
Une partie du jardin.